# Адамсвілл (Пенсільванія)
Адамсвілл (англ. Adamsville) — переписна місцевість (CDP) в США, в окрузі Кроуфорд штату Пенсільванія. Населення — 88 осіб (2020).

## Географія
Адамсвілл розташований за координатами 41°30′37″ пн. ш. 80°22′11″ зх. д. / 41.51028° пн. ш. 80.36972° зх. д. (41.510395, -80.369642).  За даними Бюро перепису населення США в 2010 році переписна місцевість мала площу 0,46 км², уся площа — суходіл.

## Демографія
Згідно з переписом 2010 року, у переписній місцевості мешкало 67 осіб у 29 домогосподарствах у складі 20 родин. Густота населення становила 144 особи/км².  Було 35 помешкань (75/км²).
Расовий склад населення:
| - 91,0 % — білих - 9,0 % — чорних або афроамериканців |

До двох чи більше рас належало 0,0 %. Частка іспаномовних становила 0,0 % від усіх жителів.
За віковим діапазоном населення розподілялося таким чином: 17,9 % — особи молодші 18 років, 55,2 % — особи у віці 18—64 років, 26,9 % — особи у віці 65 років та старші. Медіана віку мешканця становила 48,5 року. На 100 осіб жіночої статі у переписній місцевості припадало 81,1 чоловіків;  на 100 жінок у віці від 18 років та старших — 83,3 чоловіків також старших 18 років.
За межею бідності перебувало 5,9 % осіб, у тому числі 0,0 % дітей у віці до 18 років та 0,0 % осіб у віці 65 років та старших.
Цивільне працевлаштоване населення становило 21 особа. Основні галузі зайнятості: виробництво — 38,1 %, роздрібна торгівля — 23,8 %, оптова торгівля — 9,5 %.